# زلزال لنكولنشاير 2008
زلزال لنكولنشاير 2008 هو زلزالٌ وقعَ في لنكولنشاير في المملكة المتحدة بتاريخ 27 فبراير 2008.